# 동창로 (나주시)
동창로(Dongchang-ro)는 전라남도 나주시 세지면 오봉교차로에서 봉황면 대산교차로를 잇는 도로이다.

## 주요 경유지
전라남도
- 나주시 (세지면 . 봉황면)

## 노선
| 이름              | 접속 노선              | 소재지            | 소재지            | 비고                 |
| 성산화동길과 직결 | 성산화동길과 직결      | 성산화동길과 직결 | 성산화동길과 직결 | 성산화동길과 직결    |
| ----------------- | ---------------------- | ----------------- | ----------------- | -------------------- |
| 오봉 교차로       | 국도 제23호선 (영나로) | 나주시            | 세지면            |                      |
| 동창사거리        | 세지로                 | 나주시            | 세지면            | 지방도 제820호선구간 |
| 동창교            |                        | 나주시            | 세지면            | 지방도 제820호선구간 |
| 세지삼거리        | 지평로                 | 나주시            | 세지면            | 지방도 제820호선구간 |
| 대신 교차로       | 국도 제23호선 (영나로) | 나주시            | 봉황면            |                      |

## 주요 건물 및 시설
- 세지초등학교 (동창로 111/오봉리 263)
- 세지중학교 (동창로 112/오봉리 279-2)
- 세지치안센터 (동창로 120/오봉리 271-8)
- SK에너지 백제주유소 (동창로 154/오봉리 236-9)